# 부산갈매기
<부산갈매기>는 가수 문성재가 부른 대한민국의 대중가요다. 작곡가 김중순이 가사와 곡을 짓고 그룹 ‘사랑과 평화’ 출신의 김명곤이 편곡했다.
이 노래는 1982년에 발표돼 전국에 걸쳐 인기를 얻었고 문성재는 이 노래 덕분에 1982년 KBS 가요대상에서 10대 가수로 선정됐다. 이후 부산광역시를 연고로 하는 프로야구단 롯데 자이언츠의 응원가로서 지속적으로 유명세를 탄다. 지금은 저작권 문제로 야구장에서는 틀지 못한다.
현재도 <돌아와요 부산항에>와 함께 롯데 자이언츠의 응원가로 불린다. 특히 이 노래 덕분에 롯데 자이언츠 구단의 애칭도 '부산갈매기'로 굳어졌다. 공교롭게도 부산광역시의 도시 상징 새가 갈매기인 덕분에 부산을 상징하는 노래이자 부산의 애국가 로도 심상을 굳혔다.
야구 경기가 열리지 않는 겨울에는 부산광역시 연고 프로농구팀인 부산 KT 소닉붐의 응원가로도 사용된다.

## 에피소드
- 부산갈매기는 서울의 찬가 (LG 트윈스 응원가 - 서울), 연안부두 (SSG 랜더스 응원가 - 인천), 목포의 눈물, 남행열차 (KIA 타이거즈 응원가 - 광주), 내고향 충청도 (한화 이글스 응원가 - 대전) 등과 함께 KBO 리그를 대표하는 지역 응원가로 알려져 있다.
- 부산갈매기는 원래 건달들을 위해 만들어진 노래다. 이 노래를 부른 가수 문성재는 한 언론과의 인터뷰에서 "부산갈매기는 당시 건달이었던 대전광역시 유성구에 소재한 모 나이트클럽 사장에게 부탁받고 만든 노래"라고 밝혔다.[1]
- 롯데 자이언츠의 제13대 감독이었던 제리 로이스터는 "롯데 자이언츠가 포스트시즌에 진출하면 마지막 홈 경기 때 부산갈매기를 부르겠다"고 공언했다. 결국 롯데 자이언츠는 그 해 7년간의 부진을 털고 포스트시즌에 진출했다. 제리 로이스터는 약속대로 2008년 9월 28일 사직야구장에서 열린 페넌트레이스 마지막 홈 경기(vs KIA 타이거즈) 시작 전 허남식 부산광역시장과 함께 부산갈매기를 불렀다.[2]
- 롯데 자이언츠 응원단에서는 이 노래의 원곡이 아닌 MR(반주곡)을 재생해 관중들이 다함께 부를 수 있도록 유도하고 있으며, 보통 1절만 부른다. 부산 KT 소닉붐 응원단에서는 사직실내체육관의 스피커를 통해 리믹스 버전의 부산갈매기를 재생하지만, 이곳에서도 보통 1절만 재생된다.
- 부산갈매기는 롯데 자이언츠가 제2홈경기를 마산야구장에서 치르던 시절 마산에서 응원가로 불렸다. 다만 현지 팬들이 가사 중 '부산갈매기' 부분을 '마산갈매기'로 바꿔 부르는 경우가 있었다.